# Campeonato Mundial de Fórmula E de 2020–21
O Campeonato Mundial de Fórmula E de 2020–21 foi a sétima temporada do campeonato de automobilismo para veículos elétricos reconhecido pela Federação Internacional de Automobilismo (FIA), como a categoria mais alta entre as competições de monopostos elétricos. Embora a temporada do campeonato seja designada como 2020–2021, todas as corridas foram realizadas em 2021.
Esta temporada também foi a primeira após a Fórmula E receber o status de Campeonato Mundial da FIA, juntando-se à Fórmula 1, ao Campeonato Mundial de Resistência, ao Campeonato Mundial de Rali e ao Campeonato Mundial de Rallycross.
O chassi Spark Gen2 modificado, chamado Gen2EVO, estava programado para estrear nesta temporada, mas posteriormente foi adiado devido à pandemia de COVID-19.
O piloto da Mercedes-EQ, Nyck de Vries, sagrou-se campeão na última corrida da temporada, realizada em Berlim. A Mercedes-EQ conquistou seu primeiro Campeonato de Equipes, derrotando a Jaguar Racing por uma pequena margem de 4 pontos.

## Pilotos e equipes

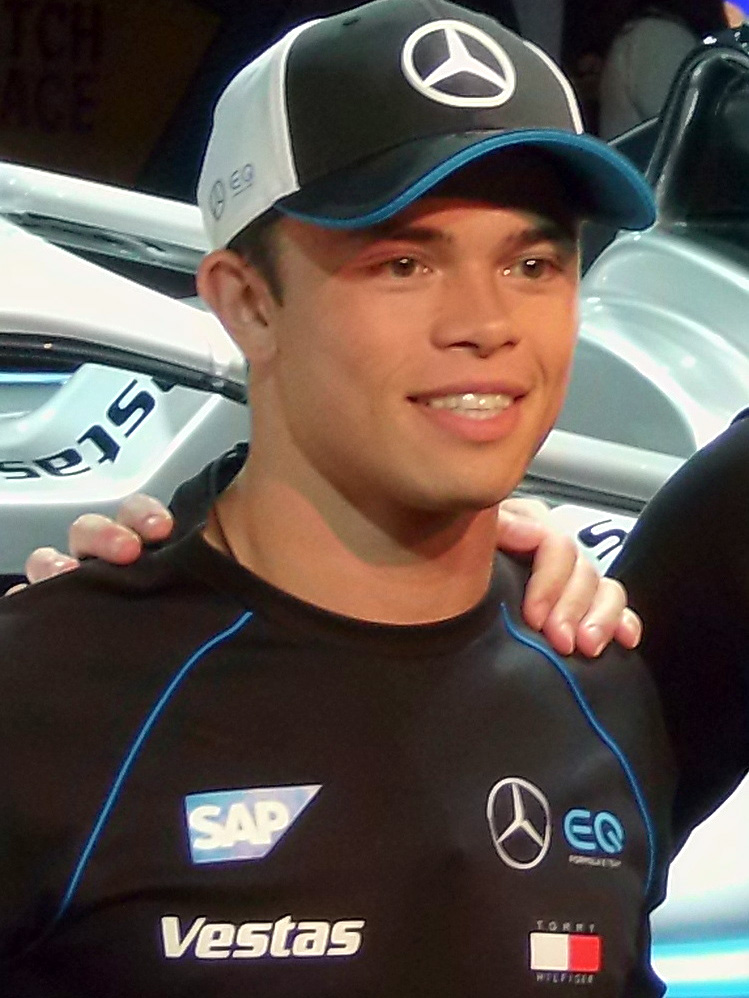
Campeão:  Nyck de Vries
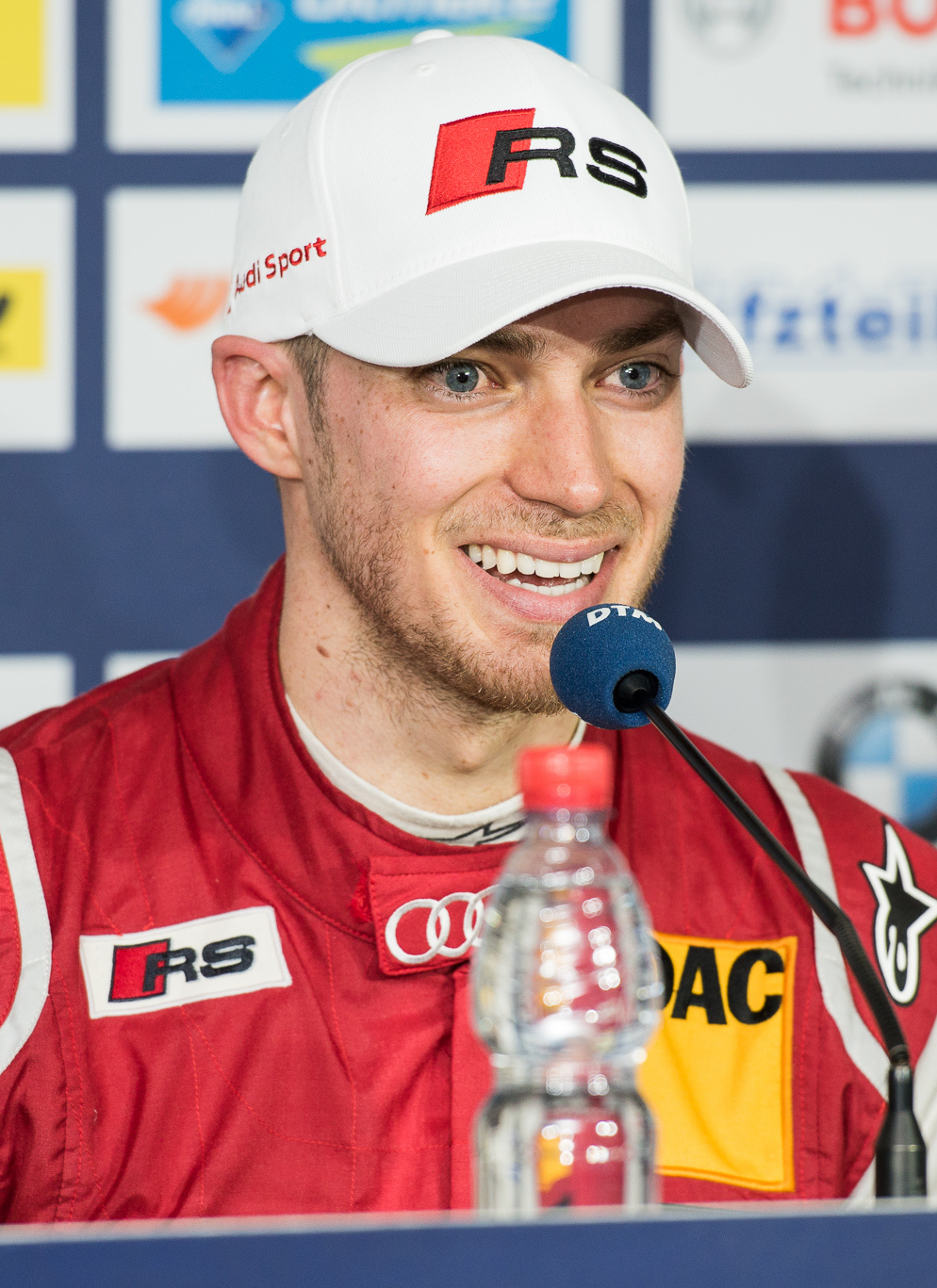
2.º lugar:  Edoardo Mortara
3.º lugar:  Jake Dennis

Todas as equipes utilizaram os chassis Spark SRT05e com pneus Michelin. Os seguintes pilotos e equipes estão participando do Campeonato Mundial de Fórmula E de 2020–21. Todas as equipes competem com chassis Spark SRT05e e pneus Michelin.
| Equipe                           | Trem de força                   | Pilotos | Pilotos                | Pilotos | Pilotos  | Pilotos                                | Pilotos         |
| Equipe                           | Trem de força                   | N°      | Nome do piloto         | Sigla   | Corridas |                                        | Piloto de Teste |
| -------------------------------- | ------------------------------- | ------- | ---------------------- | ------- | -------- | -------------------------------------- | --------------- |
| Audi Sport ABT Schaeffler        | Audi e-tron FE07                | 11      | Lucas di Grassi        | DIG     | 1–11     | Por anunciar                           |                 |
| Audi Sport ABT Schaeffler        | Audi e-tron FE07                | 33      | René Rast              | RAS     | 1–11     | Por anunciar                           |                 |
| BMW i Andretti Motorsport        | BMW iFE.21                      | 27      | Jake Dennis            | DEN     | 1–11     | Sheldon van der Linde                  |                 |
| BMW i Andretti Motorsport        | BMW iFE.21                      | 28      | Maximilian Günther     | GUE     | 1–11     | Sheldon van der Linde                  |                 |
| Dragon / Penske Autosport        | Penske EV-4 Penske EV-5         | 6       | Nico Müller            | MUL     | 1–7      | Por anunciar                           |                 |
| Dragon / Penske Autosport        | Penske EV-4 Penske EV-5         | 6       | Joel Eriksson          | ERI     | 8–11     | Por anunciar                           |                 |
| Dragon / Penske Autosport        | Penske EV-4 Penske EV-5         | 7       | Sérgio Sette Câmara    | SET     | 1–11     | Por anunciar                           |                 |
| DS Techeetah                     | DS E-Tense FE20 DS E-Tense FE21 | 13      | António Félix da Costa | DAC     | 1–11     | James Rossiter                         |                 |
| DS Techeetah                     | DS E-Tense FE20 DS E-Tense FE21 | 25      | Jean-Éric Vergne       | JEC     | 1–11     | James Rossiter                         |                 |
| Envision Virgin Racing           | Audi e-tron FE07                | 4       | Robin Frijns           | FRI     | 1–11     | Por anunciar                           |                 |
| Envision Virgin Racing           | Audi e-tron FE07                | 37      | Nick Cassidy           | CAS     | 1–11     | Por anunciar                           |                 |
| Jaguar Racing                    | Jaguar I-Type 5                 | 10      | Sam Bird               | BIR     | 1–11     | Sacha Fenestraz                        |                 |
| Jaguar Racing                    | Jaguar I-Type 5                 | 20      | Mitch Evans            | EVA     | 1–11     | Sacha Fenestraz                        |                 |
| Mahindra Racing                  | Mahindra M7Electro              | 29      | Alexander Sims         | SIM     | 1–11     | Nick Heidfeld                          |                 |
| Mahindra Racing                  | Mahindra M7Electro              | 94      | Alex Lynn              | LYN     | 1–11     | Nick Heidfeld                          |                 |
| Mercedes-EQ Formula E Team       | Mercedes-EQ Silver Arrow 02     | 5       | Stoffel Vandoorne      | VAN     | 1–11     | Gary Paffett                           |                 |
| Mercedes-EQ Formula E Team       | Mercedes-EQ Silver Arrow 02     | 17      | Nyck de Vries          | DEV     | 1–11     | Gary Paffett                           |                 |
| NIO 333 FE Team                  | NIO 333 FE 001                  | 8       | Oliver Turvey          | TUR     | 1–11     | Adam Carroll                           |                 |
| NIO 333 FE Team                  | NIO 333 FE 001                  | 88      | Tom Blomqvist          | BLO     | 1–11     | Adam Carroll                           |                 |
| Nissan e.dams                    | Nissan IM02 Nissan IM03         | 22      | Oliver Rowland         | ROW     | 1–11     | Mitsunori Takaboshi Jann Mardenborough |                 |
| Nissan e.dams                    | Nissan IM02 Nissan IM03         | 23      | Sébastien Buemi        | BUE     | 1–11     | Mitsunori Takaboshi Jann Mardenborough |                 |
| ROKiT Venturi Racing             | Mercedes-EQ Silver Arrow 02     | 48      | Edoardo Mortara        | MOR     | 1–11     | Jake Hughes                            |                 |
| ROKiT Venturi Racing             | Mercedes-EQ Silver Arrow 02     | 71      | Norman Nato            | NAT     | 1–11     | Jake Hughes                            |                 |
| TAG Heuer Porsche Formula E Team | Porsche 99X Electric            | 36      | André Lotterer         | LOT     | 1–11     | Neel Jani Simona De Silvestro          |                 |
| TAG Heuer Porsche Formula E Team | Porsche 99X Electric            | 99      | Pascal Wehrlein        | WEH     | 1–11     | Neel Jani Simona De Silvestro          |                 |

## Calendário
Em 19 de junho de 2020, foi anunciado o primeiro calendário provisório para a Campeonato Mundial de Fórmula E de 2020-21. Em outubro, o calendário foi alterado com as corridas na Cidade do México e Sanya sendo adiadas de suas datas originais em fevereiro e março, respectivamente, enquanto uma segunda corrida foi adicionada à abertura da temporada em Santiago em janeiro. Nenhuma razão foi dada para a mudança. Em 28 de janeiro de 2021, a categoria publicou um calendário revisado para a primeira parte da temporada com a adição da primeira corrida da Fórmula E em um circuito de corrida permanente a acontecer no circuito Ricardo Tormo em Valência, o retorno ao calendário do ePrix de Marraquexe, que foi originalmente programado para ser descontinuado, e o cancelamento do ePrix de Paris devido à pandemia de COVID-19 em andamento. A Fórmula E também confirmou que os eventos programados para Sanya e Seul não acontecerão como originalmente programados, com uma decisão sobre esses eventos e o restante do calendário a ser anunciado na primavera.
| ePrix | ePrix                | País           | Circuito                                  | Data                    |
| ----- | -------------------- | -------------- | ----------------------------------------- | ----------------------- |
| 1     | ePrix de Daria       | Arábia Saudita | Circuito Urbano de Riade                  | 26 de fevereiro de 2021 |
| 2     | ePrix de Daria       | Arábia Saudita | Circuito Urbano de Riade                  | 27 de fevereiro de 2021 |
| 3     | ePrix de Roma        | Itália         | Circuito Urbano do EUR                    | 10 de abril de 2021     |
| 4     | ePrix de Roma        | Itália         | Circuito Urbano do EUR                    | 11 de abril de 2021     |
| 5     | ePrix de Valência    | Espanha        | Circuito Ricardo Tormo                    | 24 de abril de 2021     |
| 6     | ePrix de Valência    | Espanha        | Circuito Ricardo Tormo                    | 25 de abril de 2021     |
| 7     | ePrix de Mônaco      | Mônaco         | Circuito de Mônaco                        | 8 de maio de 2021       |
| 8     | ePrix de Puebla      | México         | Autódromo Miguel E. Abed                  | 19 de junho de 2021     |
| 9     | ePrix de Puebla      | México         | Autódromo Miguel E. Abed                  | 20 de junho de 2021     |
| 10    | ePrix de Nova Iorque | Estados Unidos | Circuito Urbano do Brooklyn               | 10 de julho de 2021     |
| 11    | ePrix de Nova Iorque | Estados Unidos | Circuito Urbano do Brooklyn               | 11 de julho de 2021     |
| 12    | ePrix de Londres     | Reino Unido    | ExCeL London                              | 24 de julho de 2021     |
| 13    | ePrix de Londres     | Reino Unido    | ExCeL London                              | 25 de julho de 2021     |
| 14    | ePrix de Berlim      | Alemanha       | Circuito Urbano do Aeroporto de Tempelhof | 14 de agosto de 2021    |
| 15    | ePrix de Berlim      | Alemanha       | Circuito Urbano do Aeroporto de Tempelhof | 15 de agosto de 2021    |

As etapas a seguir foram incluídas no calendário original publicado pelo Conselho Mundial de Automobilismo, mas foram canceladas em resposta à pandemia de COVID-19:
| ePrix | ePrix               | Circuito                                | Data original      |
| ----- | ------------------- | --------------------------------------- | ------------------ |
| —     | ePrix de Paris      | Circuito Urbano de Paris                | —                  |
| —     | ePrix de Marraquexe | Circuito Internacional Moulay El Hassan | 22 de maio de 2021 |
| —     | ePrix de Santiago   | Circuito do Parque O’Higgins            | 5 de junho de 2021 |
| —     | ePrix de Santiago   | Circuito do Parque O’Higgins            | 6 de junho de 2021 |

### Mudanças no calendário
- Os ePrixs de Roma e Sanya, que tiveram suas edições canceladas em 2020 por causa da pandemia de COVID-19, devem retornar ao calendário em 2021. A corrida de Paris também deveria retornar, mas foi novamente cancelada devido à pandemia.[60] Numa atualização do dia 26 de março, os ePrix de Roma e Valência passaram a serem de duas rodadas cada.[61]
- O ePrix de Daria foi transferido de novembro para fevereiro e abriu a temporada. Foi a primeira corrida de Fórmula E realizada à noite.[62]
- O ePrix de Mônaco deve retornar ao calendário, em virtude realizado a cada dois anos.[63]
- O ePrix de Marraquexe estava definido para ser descontinuado, mas retornou no calendário revisado de janeiro de 2021.[60]
- O ePrix de Santiago se tornará um evento duplo e seria a primeira etapa da temporada. No entanto, a rodada foi posteriormente adiada em dezembro de 2020 devido ao aumento das restrições de combate a COVID-19 no Reino Unido.[64] Foi reagendada para junho, ainda como uma rodada dupla.[60]
- O ePrix de Valência fará sua estreia na categoria, sendo realizado no circuito Ricardo Tormo, que já havia sediado testes de pré-temporada para a Fórmula E.[60] A prova substituirá o ePrix de Paris e contará com uma configuração específica para a categoria.[65]
- O ePrix de Berlim se tornará um evento de corrida única novamente após realizar as seis corridas finais do Campeonato de 2019-20 devido à pandemia de COVID-19.
- O ePrix de Londres deve retornar ao calendário após uma ausência de cinco anos. Será realizado em torno da arena ExCeL em Londres. O ePrix foi originalmente incluído no calendário de 2019-20, mas foi cancelado devido à pandemia de COVID-19.
- O ePrix de Nova Iorque se tornará um evento de corrida única pela primeira vez. Era para se tornar um evento de corrida única em 2020, mas a corrida foi cancelada devido à pandemia de COVID-19.

## Mudanças nos regulamentos

### Regulamentos técnicos
Os fabricantes poderão modificar os componentes do trem de força apenas uma vez durante as duas próximas temporadas, como parte de um período de homologação prolongado, com as equipes tendo a opção de introduzir um novo trem de força para a temporada de 2020–21 por um período de dois anos ou continuar com seus sistemas usados na temporada de 2019–20 para esta temporada antes de homologar uma nova configuração para uma única temporada no ano seguinte.

## Resultados e classificação

### Por ePrix
| Nº | ePrix                | Qualificação      | Qualificação           | Qualificação | Corrida           | Corrida  | Corrida                | Corrida        | Descrição |
| Nº | ePrix                | Fase de grupos    | Pole Position          | Tempo        | Volta mais rápida | Tempo    | Vencedor               | Equipe         | Descrição |
| -- | -------------------- | ----------------- | ---------------------- | ------------ | ----------------- | -------- | ---------------------- | -------------- | --------- |
| 1  | ePrix de Daria       | Nyck de Vries     | Nyck de Vries          | 1:08.157     | Stoffel Vandoorne | 1:09.583 | Nyck de Vries          | Mercedes-EQ    | Descrição |
| 2  | ePrix de Daria       | Robin Frijns      | Robin Frijns           | 1:07.889     | Nyck de Vries     | 1:08.811 | Sam Bird               | Jaguar Racing  | Descrição |
| 3  | ePrix de Roma        | Oliver Rowland    | Stoffel Vandoorne      | 1:38.484     | Mitch Evans       | 1:42.387 | Jean-Éric Vergne       | DS Techeetah   | Descrição |
| 4  | ePrix de Roma        | Norman Nato       | Nick Cassidy           | 1:52.011     | Nyck de Vries     | 1:40.771 | Stoffel Vandoorne      | Mercedes-EQ    | Descrição |
| 5  | ePrix de Valência    | Alex Lynn         | António Félix da Costa | 1:26.522     | Robin Frijns      | 1:39.611 | Nyck de Vries          | Mercedes-EQ    | Descrição |
| 6  | ePrix de Valência    | Jake Dennis       | Jake Dennis            | 1:28.548     | Alexander Sims    | 1:30.081 | Jake Dennis            | BMW i Andretti | Descrição |
| 7  | ePrix de Mônaco      | Robin Frijns      | António Félix da Costa | 1:31.317     | Stoffel Vandoorne | 1:34.428 | António Félix da Costa | DS Techeetah   | Descrição |
| 8  | ePrix de Puebla      | Pascal Wehrlein   | Pascal Wehrlein        | 1:23.780     | Oliver Rowland    | 1:25.172 | Lucas di Grassi        | Audi Sport ABT | Descrição |
| 9  | ePrix de Puebla      | Jake Dennis       | Oliver Rowland         | 1:23.579     | René Rast         | 1:25.370 | Edoardo Mortara        | ROKiT Venturi  | Descrição |
| 10 | ePrix de Nova Iorque | Sébastien Buemi   | Nick Cassidy           | 1:09.338     | Norman Nato       | 1:10.823 | Maximilian Günther     | BMW i Andretti | Descrição |
| 11 | ePrix de Nova Iorque | Sam Bird          | Sam Bird               | 1:08.572     | Mitch Evans       | 1:10.050 | Sam Bird               | Jaguar Racing  | Descrição |
| 12 | ePrix de Londres     | André Lotterer    | Alex Lynn              | 1:23.245     | Mitch Evans       | 1:22.340 | Jake Dennis            | BMW i Andretti | Descrição |
| 13 | ePrix de Londres     | Alex Lynn         | Stoffel Vandoorne      | 1:20.181     | Robin Frijns      | 1:21.635 | Alex Lynn              | Mahindra       | Descrição |
| 14 | ePrix de Berlim      | Jean-Éric Vergne  | Jean-Éric Vergne       | 1:06.227     | René Rast         | 1:08.908 | Lucas di Grassi        | Audi Sport ABT | Descrição |
| 15 | ePrix de Berlim      | Stoffel Vandoorne | Stoffel Vandoorne      | 1:06.794     | Lucas di Grassi   | 1:08.305 | Norman Nato            | ROKiT Venturi  | Descrição |

### Sistema de pontuação
Os pontos são concedidos para os dez primeiros colocados em cada corrida, para o piloto que marcava a volta mais rápida na fase de grupos da classificação, para o pole position e para o piloto, entre os dez primeiros, que marcar a volta mais rápida, usando o seguinte sistema:
| Posição | 1º | 2º | 3º | 4º | 5º | 6º | 7º | 8º | 9º | 10º | FG | Pole | VR |
| Pontos  | 25 | 18 | 15 | 12 | 10 | 8  | 6  | 4  | 2  | 1   | 1  | 3    | 1  |

### Campeonato de Pilotos
| Pos.   | N.º | Piloto                 | DAR | DAR | ROM | ROM  | VAL  | VAL | MON | PUE  | PUE | NIO | NIO | LON | LON | BER | BER | Ptos. |
| ------ | --- | ---------------------- | --- | --- | --- | ---- | ---- | --- | --- | ---- | --- | --- | --- | --- | --- | --- | --- | ----- |
| 1      | 17  | Nyck de Vries          | 1G  | 9   | Ret | Ret  | 1    | 16  | Ret | 9    | Ret | 13  | 18  | 2   | 2   | 22  | 8   | 99    |
| 2      | 48  | Edoardo Mortara        | 2   | NL  | Ret | 4    | Ret  | 9   | 12  | 3    | 1   | 14  | 17  | 9   | 11  | 2   | Ret | 92    |
| 3      | 27  | Jake Dennis            | 12  | Ret | Ret | 13   | 8    | 1G  | 16  | 5    | 5G  | Ret | 16  | 1   | 9   | 5   | Ret | 91    |
| 4      | 20  | Mitch Evans            | 3   | Ret | 3   | 6    | Ret  | 15  | 3   | 8    | 9   | Ret | 13  | 14  | 3   | 3   | Ret | 90    |
| 5      | 4   | Robin Frijns           | 17  | 2G  | 4   | 18   | 6    | 19  | 2G  | 16   | 11  | 5   | 8   | 13  | 4   | 15  | 12  | 89    |
| 6      | 10  | Sam Bird               | Ret | 1   | 2   | Ret  | DSQ  | 14  | 7   | Ret  | 12  | 9   | 1G  | Ret | Ret | Ret | 7   | 87    |
| 7      | 11  | Lucas di Grassi        | 9   | 8   | Ret | Ret  | 7    | 10  | 10  | 1    | 18  | 3   | 14  | 6   | DSQ | 1   | 20  | 87    |
| 8      | 13  | António Félix da Costa | 11  | 3   | Ret | 7    | DSQ  | 22  | 1   | 6    | Ret | 12  | 3   | 8   | Ret | 7   | Ret | 86    |
| 9      | 5   | Stoffel Vandoorne      | 8   | 13  | Ret | 1    | 3    | Ret | Ret | 7    | 13  | Ret | 12  | 7   | 15  | 12  | 3G  | 82    |
| 10     | 25  | Jean-Éric Vergne       | 15  | 12  | 1   | 11   | 9    | 7   | 4   | Ret  | 8   | 2   | Ret | 12  | 12  | 6G  | 11  | 80    |
| 11     | 99  | Pascal Wehrlein        | 5   | 10  | 7   | 3    | Ret  | 18  | Ret | DSQG | 4   | Ret | 4   | 10  | 5   | 21  | 6   | 79    |
| 12     | 94  | Alex Lynn              | Ret | Ret | 8   | 17   | DSQG | 3   | 9   | 10   | 6   | 11  | 9   | 3   | 1G  | 20  | 13  | 78    |
| 13     | 33  | René Rast              | 4   | 17  | 6   | Ret  | 5    | 6   | Ret | 2    | 10  | 10  | 20  | 5   | Ret | 9   | 9   | 78    |
| 14     | 22  | Oliver Rowland         | 6   | 7   | 13G | 16   | DSQ  | 4   | 6   | DSQ  | 3   | 7   | 19  | DSQ | 18  | 13  | 2   | 77    |
| 15     | 37  | Nick Cassidy           | 19  | 14  | 11  | Ret  | 4    | 13  | 8   | Ret  | 2   | 4   | 2   | 11  | 7   | 14  | 17  | 76    |
| 16     | 28  | Maximilian Günther     | Ret | Ret | 9   | 5    | Ret  | 12  | 5   | 12   | 7   | 1   | 10  | 18  | 6   | 8   | 15  | 66    |
| 17     | 36  | André Lotterer         | 16  | 11  | 16  | 15   | Ret  | 2   | 17  | DSQ  | 17  | 8   | 5   | 4G  | 17  | 10  | 4   | 58    |
| 18     | 71  | Norman Nato            | 14  | 16  | 12  | DSQG | Ret  | 5   | 13  | 14   | Ret | 15  | 7   | Ret | Ret | 4   | 1   | 54    |
| 19     | 29  | Alexander Sims         | 7   | 15  | Ret | 2    | DSQ  | 23  | Ret | 4    | Ret | Ret | 6   | Ret | 16  | 17  | 5   | 54    |
| 20     | 6   | Nico Müller            | 21  | 5   | 14  | 9    | 2    | 20  | 18  | NP   | NP  | NP  | NP  | NP  | NP  | NP  | NP  | 30    |
| 21     | 23  | Sébastien Buemi        | 13  | Ret | 5   | 10   | Ret  | 11  | 11  | DSQ  | 14  | 6G  | 15  | DSQ | 13  | 11  | 14  | 20    |
| 22     | 7   | Sérgio Sette Câmara    | 20  | 4   | 15  | 12   | Ret  | 21  | 15  | 15   | 16  | 18  | 11  | 17  | 8   | 18  | 18  | 16    |
| 23     | 8   | Oliver Turvey          | 10  | 6   | NL  | 14   | Ret  | 8   | 19  | 11   | Ret | Ret | Ret | 15  | 14  | 19  | 19  | 13    |
| 24     | 88  | Tom Blomqvist          | 18  | 18  | 10  | 8    | Ret  | 17  | 14  | 13   | Ret | 16  | 21  | Ret | 19  | Ret | 10  | 6     |
| 25     | 6   | Joel Eriksson          | NP  | NP  | NP  | NP   | NP   | NP  | NP  | 17   | 15  | 17  | 22  | 16  | 10  | 16  | 16  | 1     |
| Pos.   | N.º | Piloto                 | DAR | DAR | ROM | ROM  | VAL  | VAL | MON | PUE  | PUE | NIO | NIO | LON | LON | BER | BER | Ptos. |
| Fonte: |     |                        |     |     |     |      |      |     |     |      |     |     |     |     |     |     |     |       |

| Cor      | Resultado                      |
| -------- | ------------------------------ |
| Ouro     | Vencedor                       |
| Prata    | 2º lugar                       |
| Bronze   | 3º lugar                       |
| Verde    | Terminou, nos pontos           |
| Azul     | Terminou, sem pontos           |
| Azul     | Terminou, sem classificar (NC) |
| Púrpura  | Retirou-se (Ret)               |
| Vermelho | Não qualificado (NQ)           |
| Vermelho | Não pré-qualificado (NPQ)      |
| Preto    | Desqualificado (DSQ)           |
| Branco   | Não largou (NL)                |
| Branco   | Desistência (WD)               |
| Branco   | Corrida cancelada (C)          |
| Sem cor  | Não participou (NP)            |
| Sem cor  | Excluído (EX)                  |

### Campeonato de Equipes
| Pos.   | Equipe                           | N.º | DAR | DAR | ROM | ROM  | VAL  | VAL | MON | PUE  | PUE | NIO | NIO | LON | LON | BER | BER | Ptos. |
| ------ | -------------------------------- | --- | --- | --- | --- | ---- | ---- | --- | --- | ---- | --- | --- | --- | --- | --- | --- | --- | ----- |
| 1      | Mercedes-EQ Formula E Team       | 5   | 8   | 13  | Ret | 1    | 3    | Ret | Ret | 7    | 13  | Ret | 12  | 7   | 15  | 12  | 3G  | 181   |
| 1      | Mercedes-EQ Formula E Team       | 17  | 1G  | 9   | Ret | Ret  | 1    | 16  | Ret | 9    | Ret | 13  | 18  | 2   | 2   | 22  | 8   | 181   |
| 2      | Jaguar Racing                    | 10  | Ret | 1   | 2   | Ret  | DSQ  | 14  | 7   | Ret  | 12  | 9   | 1G  | Ret | Ret | Ret | 7   | 177   |
| 2      | Jaguar Racing                    | 20  | 3   | Ret | 3   | 6    | Ret  | 15  | 3   | 8    | 9   | Ret | 13  | 14  | 3   | 3   | Ret | 177   |
| 3      | DS Techeetah                     | 13  | 11  | 3   | Ret | 7    | DSQ  | 22  | 1   | 6    | Ret | 12  | 3   | 8   | Ret | 7   | Ret | 166   |
| 3      | DS Techeetah                     | 25  | 15  | 12  | 1   | 11   | 9    | 7   | 4   | Ret  | 8   | 2   | Ret | 12  | 12  | 6G  | 11  | 166   |
| 4      | Audi Sport ABT Schaeffler        | 11  | 9   | 8   | Ret | Ret  | 7    | 10  | 10  | 1    | 18  | 3   | 14  | 6   | DSQ | 1   | 20  | 165   |
| 4      | Audi Sport ABT Schaeffler        | 33  | 4   | 17  | 6   | Ret  | 5    | 6   | Ret | 2    | 10  | 10  | 20  | 5   | Ret | 9   | 9   | 165   |
| 5      | Envision Virgin Racing           | 4   | 17  | 2G  | 4   | 18   | 6    | 19  | 2G  | 16   | 11  | 5   | 8   | 13  | 4   | 15  | 12  | 165   |
| 5      | Envision Virgin Racing           | 37  | 19  | 14  | 11  | Ret  | 4    | 13  | 8   | Ret  | 2   | 4   | 2   | 11  | 7   | 14  | 17  | 165   |
| 6      | BMW i Andretti Motorsport        | 27  | 12  | Ret | Ret | 13   | 8    | 1G  | 16  | 5    | 5G  | Ret | 16  | 1   | 9   | 5   | Ret | 157   |
| 6      | BMW i Andretti Motorsport        | 28  | Ret | Ret | 9   | 5    | Ret  | 12  | 5   | 12   | 7   | 1   | 10  | 18  | 6   | 8   | 15  | 157   |
| 7      | ROKiT Venturi Racing             | 48  | 2   | NL  | Ret | 4    | Ret  | 9   | 12  | 3    | 1   | 14  | 17  | 9   | 11  | 2   | Ret | 146   |
| 7      | ROKiT Venturi Racing             | 71  | 14  | 16  | 12  | DSQG | Ret  | 5   | 13  | 14   | Ret | 15  | 7   | Ret | Ret | 4   | 1   | 146   |
| 8      | TAG Heuer Porsche Formula E Team | 36  | 16  | 11  | 16  | 15   | Ret  | 2   | 17  | DSQ  | 17  | 8   | 5   | 4G  | 17  | 10  | 4   | 137   |
| 8      | TAG Heuer Porsche Formula E Team | 99  | 5   | 10  | 7   | 3    | Ret  | 18  | Ret | DSQG | 4   | Ret | 4   | 10  | 5   | 21  | 6   | 137   |
| 9      | Mahindra Racing                  | 29  | 7   | 15  | Ret | 2    | DSQ  | 23  | Ret | 4    | Ret | Ret | 6   | Ret | 16  | 17  | 5   | 132   |
| 9      | Mahindra Racing                  | 94  | Ret | Ret | 8   | 17   | DSQG | 3   | 9   | 10   | 6   | 11  | 9   | 3   | 1G  | 20  | 13  | 132   |
| 10     | Nissan e.dams                    | 22  | 6   | 7   | 13G | 16   | DSQ  | 4   | 6   | DSQ  | 3   | 7   | 19  | DSQ | 18  | 13  | 2   | 97    |
| 10     | Nissan e.dams                    | 23  | 13  | Ret | 5   | 10   | Ret  | 11  | 11  | DSQ  | 14  | 6G  | 15  | DSQ | 13  | 11  | 14  | 97    |
| 11     | Dragon / Penske Autosport        | 6   | 21  | 5   | 14  | 9    | 2    | 20  | 18  | 17   | 15  | 17  | 22  | 16  | 10  | 16  | 16  | 47    |
| 11     | Dragon / Penske Autosport        | 7   | 20  | 4   | 15  | 12   | Ret  | 21  | 15  | 15   | 16  | 18  | 11  | 17  | 8   | 18  | 18  | 47    |
| 12     | NIO 333 FE Team                  | 8   | 10  | 6   | NL  | 14   | Ret  | 8   | 19  | 11   | Ret | Ret | Ret | 15  | 14  | 19  | 19  | 19    |
| 12     | NIO 333 FE Team                  | 88  | 18  | 18  | 10  | 8    | Ret  | 17  | 14  | 13   | Ret | 16  | 21  | Ret | 19  | Ret | 10  | 19    |
| Pos.   | Equipe                           | N.º | DAR | DAR | ROM | ROM  | VAL  | VAL | MON | PUE  | PUE | NIO | NIO | LON | LON | BER | BER | Ptos. |
| Fonte: |                                  |     |     |     |     |      |      |     |     |      |     |     |     |     |     |     |     |       |

| Cor      | Resultado                      |
| -------- | ------------------------------ |
| Ouro     | Vencedor                       |
| Prata    | 2º lugar                       |
| Bronze   | 3º lugar                       |
| Verde    | Terminou, nos pontos           |
| Azul     | Terminou, sem pontos           |
| Azul     | Terminou, sem classificar (NC) |
| Púrpura  | Retirou-se (Ret)               |
| Vermelho | Não qualificado (NQ)           |
| Vermelho | Não pré-qualificado (NPQ)      |
| Preto    | Desqualificado (DSQ)           |
| Branco   | Não largou (NL)                |
| Branco   | Desistência (WD)               |
| Branco   | Corrida cancelada (C)          |
| Sem cor  | Não participou (NP)            |
| Sem cor  | Excluído (EX)                  |

## Transmissão no Brasil
Pela primeira vez, passou a ser transmitido na TV aberta Brasileira através da TV Cultura. Em TV paga passou a ser exibido pelo SporTV.